# 麻酔科学
麻酔科学（ますいかがく）は、手術前、手術中、手術後の患者の周術期ケア全体に関係する医療専門分野である。これには、麻酔、集中治療医学、救急医学、およびペインクリニックが含まれる。麻酔を専門とする医師は、国によって麻酔科医(英:Anesthesiologist)、または麻酔医(英:Anesthetist)と呼ばれる。麻酔科医の主な役割は、周術期の患者の血圧や脈拍を調節し、人工呼吸を行って患者の体内に十分な酸素を供給し、手術による痛みを軽減することにある。

## 概要
麻酔科学は、周術期を通じて患者の生命機能を安全に維持するための、麻酔の研究と臨床応用を中核とする専門分野である。19世紀以降、麻酔科学は、専門家ではない医師が未知の薬物や技術を使用する実験的な分野から、現在では高度に洗練され、安全で効果的な医療分野へと発展してきた。国によっては、麻酔科医は病院における最大の医師集団であり、その役割は、手術室での麻酔治療という従来の役割をはるかに超えて、ペインクリニック、集中治療室の運営、術後鎮痛、患者の手術への最適化を図るプレハビリテーションなどの分野にも及んでいる。
全身麻酔手術中は、鎮静薬、鎮痛剤（麻酔薬、オピオイド(麻薬)等）、筋弛緩剤の使用などによって、呼吸を含む患者の生命維持機能の多くが減弱ないしは停止するため、必然的に麻酔のみでなく生命維持全般を受け持つ。術後の意識状態の確認も含み、救急医療での蘇生との学術的繋がりが深いため講座名として、麻酔蘇生学と名乗る大学教室がある。

## 用語
「Anaesthesia: 麻酔」は、1846年にアメリカの作家・医学者であるオリバー・ウェンデル・ホームズ・シニアによって初めて現代医学的な意味で使われ、翌年スコットランドの産科医ジェームズ・シンプソンによって採用され広まった。「Anesthesiology: 麻酔科学」は1889年にHenry William Blanc によって提唱され、1902年にMathias Joseph Seifertによって再定義された。名称の由来は、古代ギリシャ語の語根ἀν-- an-「ない」、αἴσθησις aísthēsis「感覚」、そして-λογία -logia「学問」を語源とする。
世界保健機関と世界麻酔科医協会連合によって共同で承認された麻酔の安全な実践のための国際基準では、麻酔科医を、国家に承認された専門の麻酔トレーニングプログラムを修了した医学部の卒業生と定義している。世界の様々な地域によって、この専門分野と、それを実践している医師の、名称は異なる。
- 日本では学術的に正式な用語は麻酔科学である。かつては麻酔科学と麻酔学の用語が混在し、日本麻酔科学会もかつては日本麻酔学会と称していた。用語の混在に至った経緯の一部は下記から窺い知ることができる[18]。現在、我が国に定着している「麻酔学」は1950年代、米国のAnesthesiology （英国ではAnaestheticsと Anaesthesiology を厳密に区別している）にならって、なんら疑問もないままその直訳から始まった。—下地恒毅(新潟大学)、特集「麻酔学講座の名称を考える」総論、日本麻酔学会 NEWSLETTER（vol.4 no.4 1996 ）
- 日本麻酔科学会より発行の麻酔科学用語集では1993年に麻酔科学と統一された[19]。これを受けて麻酔科医・麻酔医との名称混在も麻酔科医に統一された[19]。その一方で、日本臨床麻酔学会、日本歯科麻酔学会、日本静脈麻酔学会[20]、日本老年麻酔学会[21]、日本心臓血管麻酔学会[22]など、多くの関連学会は2024年現在も「麻酔学会」のままである。
- 北米では専門分野をanesthesiologyと呼び、その専門分野の医師をanesthesiologistと呼ぶ[23][24]。これらの国では、Anesthetistは、麻酔看護師（英語版）や公認麻酔科助手（Certified anesthesiologist assistant）（英語版）など、非医師の高度な麻酔サービス提供者を指すために使用される。
- イギリス、オーストラリア、ニュージーランド、南アフリカなど、イギリス連邦の現在または元のメンバーである一部の国では、この医療専門分野は代わりにanaesthesiaまたはanaestheticsと呼ばれ、追加のaが付く[24][25]。これらの国では、同じ用語が、全体的な医療専門分野、使用される薬と技術、および結果として生じる感覚喪失の状態を指す場合がある。anaesthetistは、この分野で医師を指す場合にのみ使用され、麻酔の提供に携わる医師以外の者は、これらの国では医療助手（英語版）など他の呼称を使用する[26]。これらの地域では、麻酔科学はanaesthesiologyという綴りが最も一般的で、これを実践する医師はanaesthesiologistと呼ばれる[24]。これは、世界麻酔科学会連合（World Federation of Societies of Anaesthesiologists: WFSA）（英語版）とそのほとんどの加盟学会、および欧州麻酔科学会（英語版）によって採用された綴りであり、医学雑誌のタイトルにも一般的に使用される[24]。アイルランドや香港など、以前はanaesthesiaとanaesthetistを使用していた一部の国では、anaesthesiologyとanaesthesiologistに移行している[27][28]。

上述の通り、地域によって麻酔科医はAnaesthetistまたはAnesthesiologistと表記の違いがある。単純な語義の上では、前者は「麻酔を行う者」であり、後者は「麻酔科学者」であるが、英国連邦では麻酔科医を、米国では前者が麻酔看護師、後者が麻酔科医を意味する。これには歴史的経緯があり、近代全身麻酔発祥の地である英国では麻酔は専ら医師により行われ、職種による呼称の区別を設ける必要が無かったが、米国などでは麻酔への専従職種は看護師が先行したために麻酔を行う医師と呼称上、区別する必要が生じたのである。これについて、マッキントッシュ型喉頭鏡を開発したProfessor Sir Robert Macintoshは来日講演の際に以下のように述べた。
Anesthetistというのは米国では100年もの間、麻酔のtrainingをおえた看護婦に与えられた名前だったので，その後職業的に麻酔に従事しようとする医師にとって、法制上、社会上、又職業上の大きな混乱を味わせ、しかも麻酔を専攻せんとする医師を抑制する原因となりました。それで米困では麻酔がはじまって100年たってから， anesthesiologistなる新語を造る事に決めたのです。英国でanaesthetistという言葉ははじめから栄誉ある医師の専門家に用いる称号で
あり、この言葉を用いる必要はなかったのです。—Professor Sir Robert Macintosh、A Viewpoint of an Anaesthetist from England、北陸麻酔学雑誌　第1巻　第1号 1961年　P.1
英国連邦では、歴史的経緯から、外科医に関しても他国と異なる敬称、「ミスター」が用いられてきた。

## 診療内容

### 手術麻酔

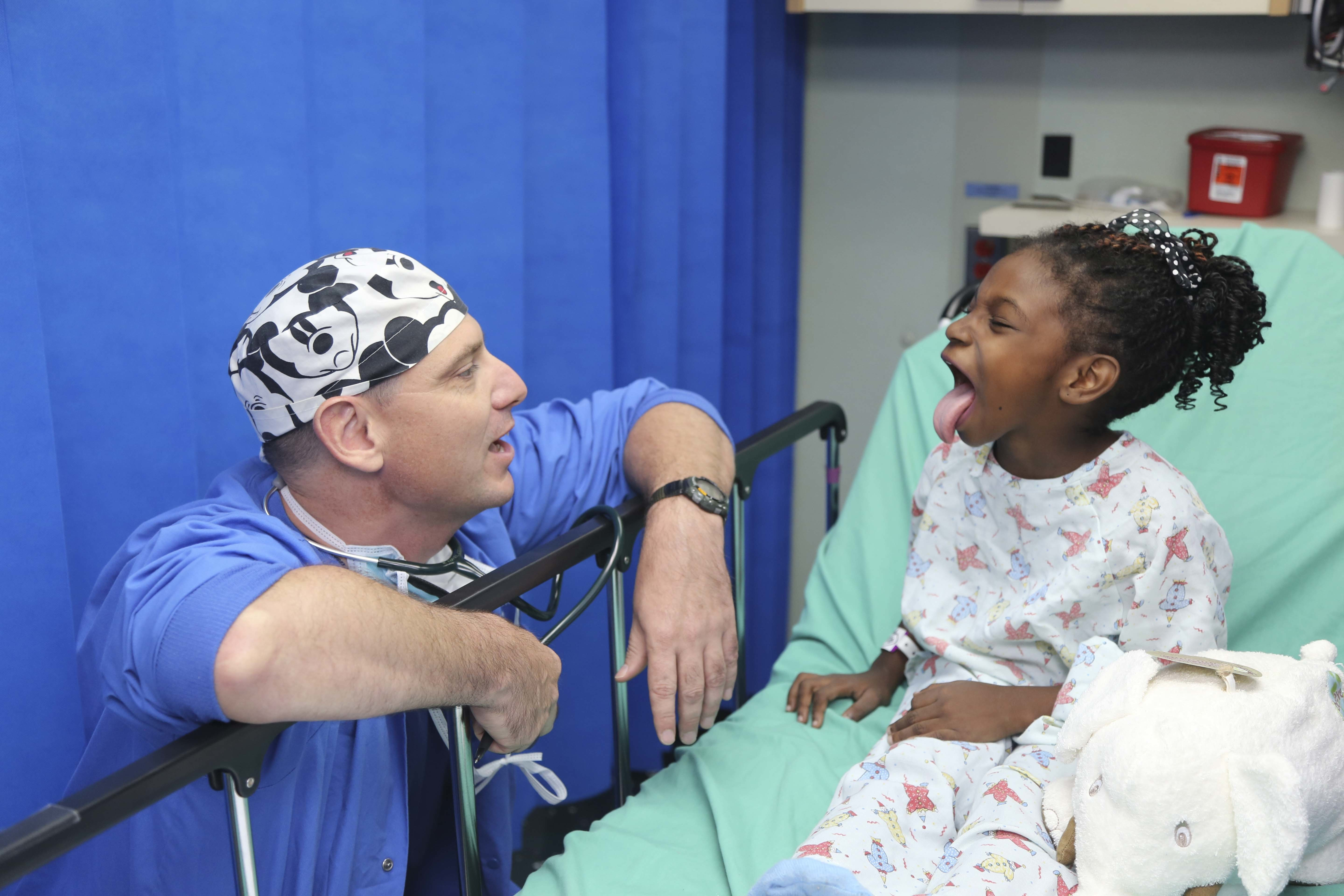
術前診察。手術予定の子供の口を大きく開けさせて、麻酔科医が気道の評価を行っている。

麻酔科医が手術室で行う全身管理は、大きく分けると呼吸管理、循環管理、疼痛管理の3つである。専門分野として、麻酔科学の核となるのは麻酔の実践である。これは、さまざまな注射および吸入薬を使用して患者の感覚を失わせることを含み、耐え難い痛みや技術的に不可能な処置も可能にするものである。麻酔科医は「意識のない患者の代弁者」と表現される。鎮静薬、鎮痛剤、筋弛緩剤によって自らの意志を表出できなくなった患者の生命維持を代行し、執刀医よりも患者の側に立って手術の終了宣言までの間容態を監視し、患者に代わって執刀医に警告を行う。手術後を含め手術室の外での役割は、術前に外来や病室訪問で患者に麻酔について説明し、その説明に対し合意を得ること（インフォームド・コンセント）、患者に応じた麻酔計画の作成、手術チームとの打ち合わせ、術後の意識の確認などである。

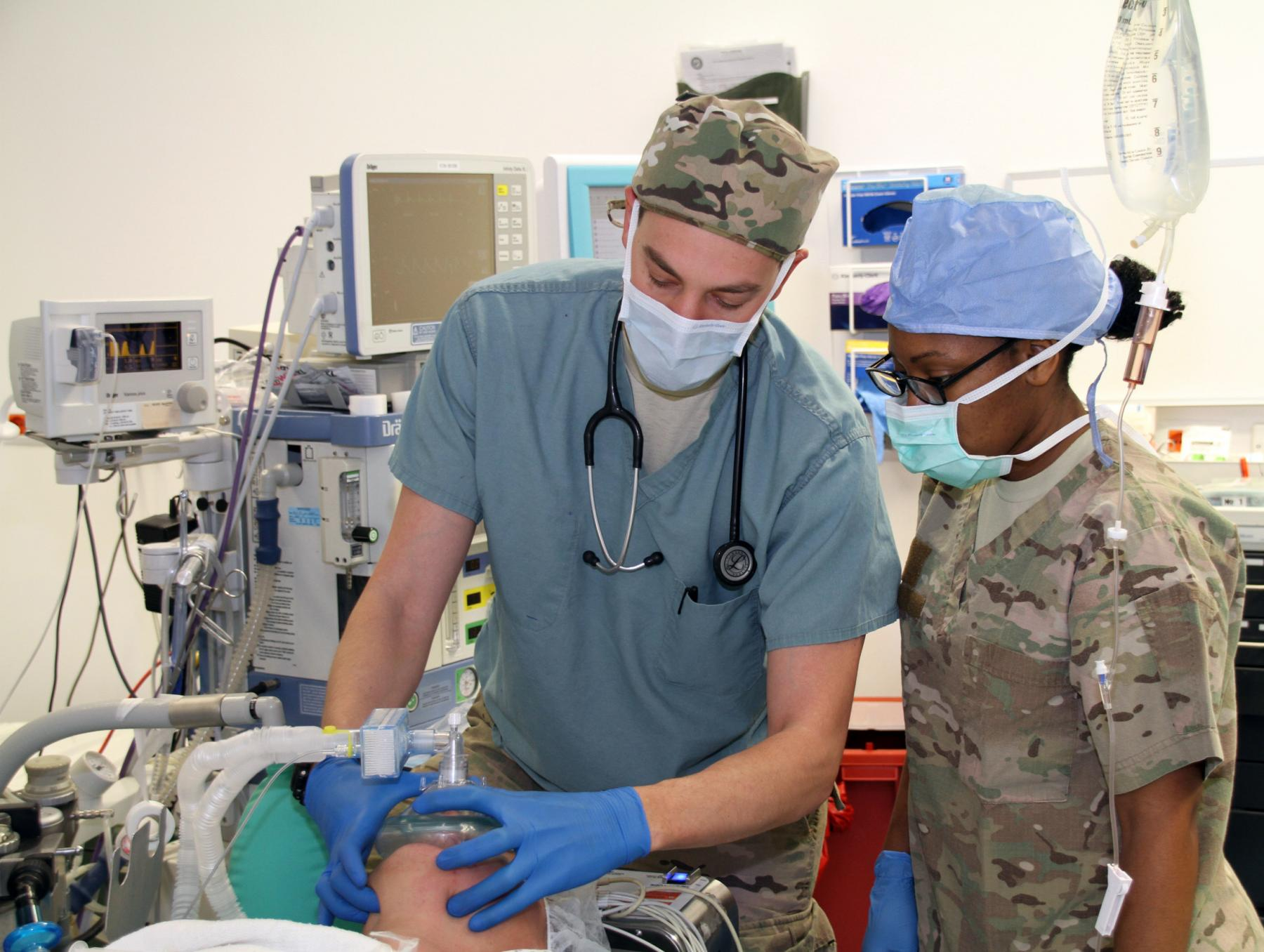
全身麻酔を導入中の麻酔科医

安全な麻酔を行うためには、麻酔薬の作用下にある患者の生命機能をコントロールするための様々な侵襲的および非侵襲的臓器支持技術に関する深い知識が必要である。これらには、高度な気道管理、侵襲的および非侵襲的な血行動態モニター、超音波検査や心エコー検査などの診断技術が含まれる。麻酔科医は、人間の生理学、医学物理学、薬理学に関する専門知識と、あらゆる年齢層の患者における医学と外科学の全領域に関する幅広い一般知識を持ち、特に外科手術に影響を与える可能性のある側面に重点を置くことが期待される。 ここ数十年、麻酔科医の役割は、手術中に麻酔薬を投与するだけでなく、リスクの高い患者を特定し体力を最適化するための事前準備、手術中の状況把握と安全性の向上、手術後の回復促進・強化など、多岐にわたっている。これを「周術期医学」と呼んでいる。患者が歩くまでは麻酔管理の責任は終わらない」と言われる。
麻酔科医の仕事は、飛行機のパイロットによく例えられてきた。その理由は、麻酔がかかった状態にすること、すなわち導入と、麻酔から覚ますこと、すなわち抜管が離陸と着陸に似ており、このときに事故が起きやすいから、麻酔科医が操作する機械が整備を担当するコメディカルへの信頼に基づくから、などとされる。

### 集中治療

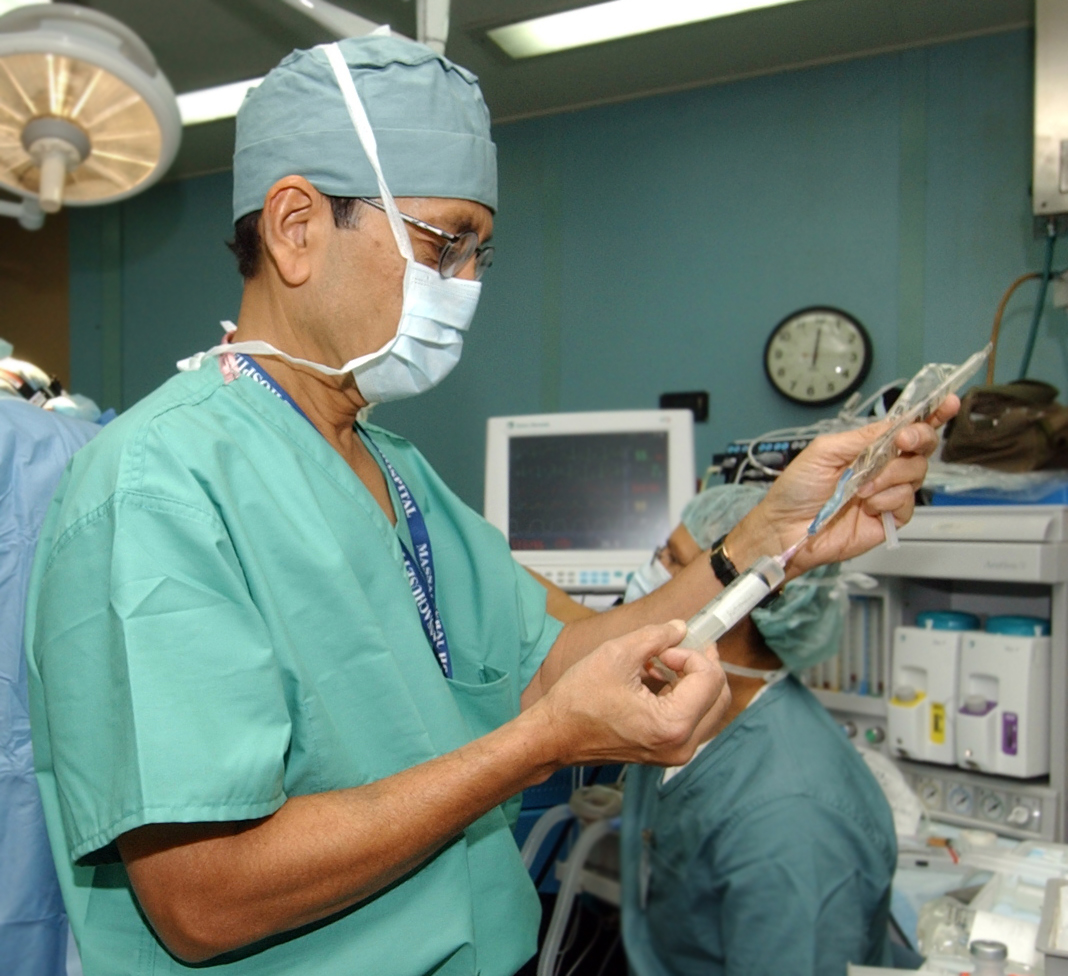
薬剤を注射器に充填している麻酔科医。

集中治療医学の概念は、1950年代から1960年代にかけて、従来は外科手術の際に短時間しか使用されなかった臓器支援技術（陽圧換気など）を、病気の影響が回復するまでの長期間にわたって生命機能の維持を必要とする臓器不全患者に応用した麻酔科医によって生みだされた。最初の集中治療室は、1953年にビョルン・A・イプセンがコペンハーゲンに開設した。これは、多くの患者が長期の人工呼吸を必要としたポリオの流行がきっかけであった。多くの国では、集中治療医学は麻酔科のサブスペシャリティと考えられており、麻酔科医が手術室と集中治療室をローテーションで担当することが多い。これは、患者が手術後に集中治療室に入室される際、ケアの継続性を確保するためであり、また、麻酔科医が手術室という管理された環境で侵襲的処置や生命機能維持の専門性を維持しながら、重症患者というより危険な状況でその技術を応用できることを意味する。他の国々では、集中治療医学はさらに発展し、それ自体が独立した医学専門分野となり、あるいは 麻酔科学、救急医学、総合診療、外科、神経科などの様々な基本専門分野の医師が担当する「上位専門分野」になっている。

### 救急

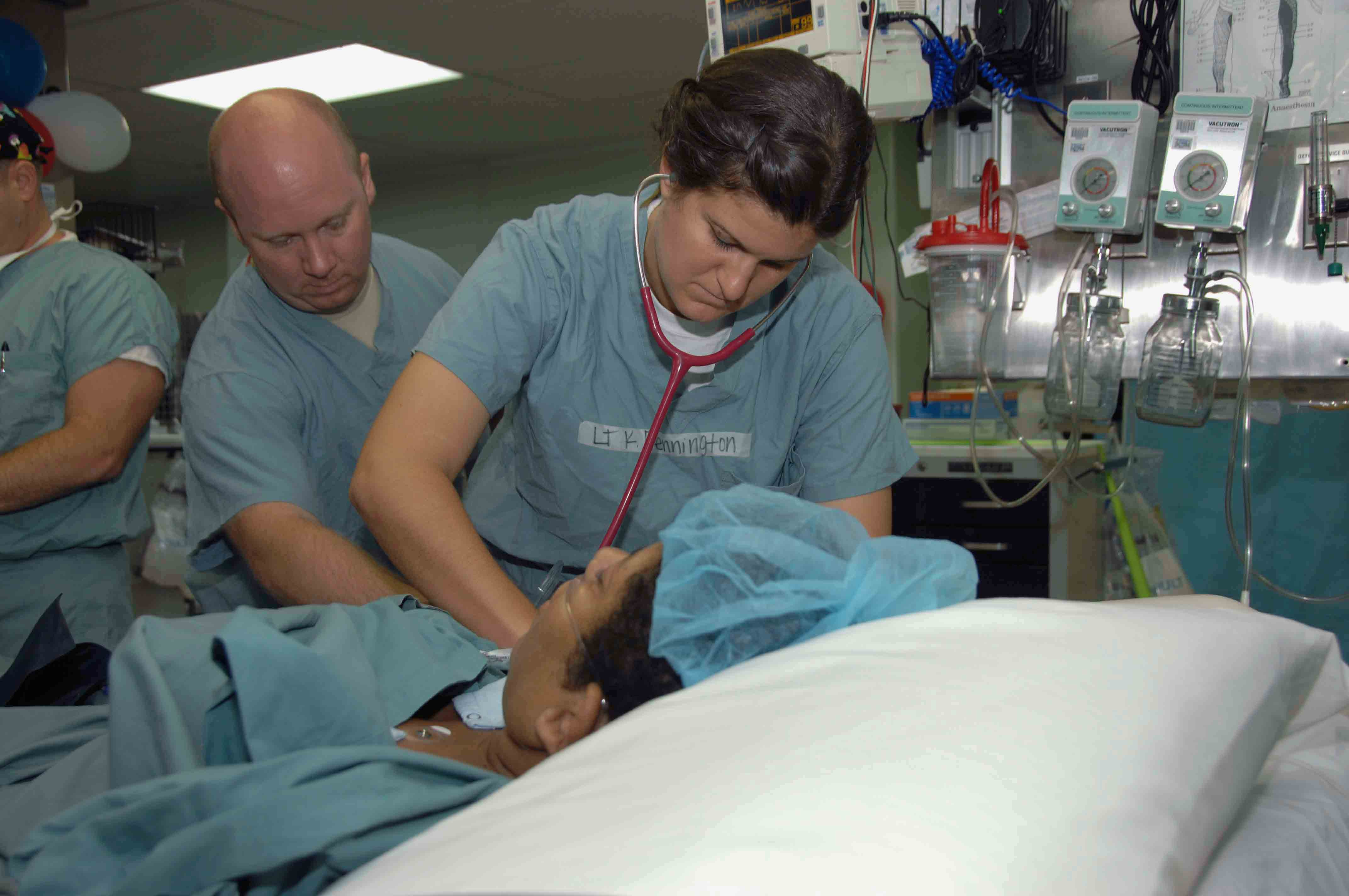
麻酔後回復室でバイタルサインをチェックしている麻酔科医。

麻酔科医は重症外傷、蘇生、気道確保、および生命を直ちに脅かすような重症救急患者を手術室外でケアする際に重要な役割を担っており、すなわち手術室における技術を応用して、患者が手術や集中治療を受ける際のケアの継続性を可能にする。この部門は、救急部と呼ばれ、救急ヘリや救急隊の一員として病院前救護を提供し、重症患者を病院のある場所から別の場所へ、または医療施設間で安全に移送することも含まれる。麻酔科医は通常、経験を積んだ臨床医からなる、蘇生チームや迅速対応チームの一員となり、患者の心臓が停止したとき、あるいは入院中に急変したときに直ちに呼び出される。英米の救急医療モデルでは、患者は医師以外の医療従事者によって、病院の救急診療部などの最終的な治療施設に迅速に搬送される。逆に、仏独のアプローチでは、医師（多くは麻酔科医）が患者のもとに来て、現場で安定化ケアを提供する。その後、患者は病院の適切な診療科に直接トリアージされる。

### ペインクリニック
麻酔科医は、術直後の患者の痛みを緩和する役割を担っており、また局所麻酔や神経ブロックの専門家でもあることから、ペインクリニックは独自のサブスペシャリティとして発展してきた。この分野では、経皮的末梢神経電気刺激や埋め込み型脊髄刺激装置などの神経調節技術による方法、特殊な薬物療法など、あらゆる形態の鎮痛に対する個別の戦略がある。他に産科麻酔科、小児麻酔、心臓血管外科麻酔、など、高度な専門的知識と技術を要するサブスペシャリティがある。

## 歴史
過去100年の間に、麻酔の研究および管理はより複雑になってきた。歴史的には、麻酔科医は、手術中に薬理学的昏睡状態にする全身麻酔の投与にほぼ唯一、従事していた。これは、手術中に痛みに反応したりせず（鎮痛）、手術のことを思い出したりすることなく（健忘）、手術を可能にするために行われる。
19世紀、全身麻酔の始まりは、歯科医ウィリアム・モートンがボストンでエーテルを、イギリスでクロロホルムを導入し、手術の痛みに対して無自覚・無反応の状態をもたらしたことに始まる。19世紀半ばにはコカインが単離され、局所麻酔に使用できる薬剤が出回り始めた。19世紀末には、薬理学的選択肢が増え、末梢神経と脊髄の両方に適用されるようになった。20世紀には、神経筋遮断薬により、麻酔科医は薬理学的に患者を完全に麻痺させ、機械換気により患者の呼吸を代行することができるようになった。このように麻酔科医は患者の生理機能を集中的に管理することができるようになり、多くの国で麻酔科と密接な関係にある集中治療医学が誕生したのである。
当初は麻酔科学は外科学のサブスペシャリティであった。しかし、手術技法が高度になるにつれて、患者の容態を常に監視・管理・警告する重要性から、麻酔科医が求められるようになった。特に1951年の筋弛緩剤スキサメトニウムの臨床応用（von DardelおよびMayerhofer）および1952年の日本での臨床応用は重要な転機となった。

## 研修・資格
麻酔科の研修プログラムの期間と形式は、国によって異なる。志望者はまず、医学部を卒業して医学士の学位を取り、その後、4年から9年の大学院専門医課程または研修に入る必要がある。研修中の麻酔科医は、この間に麻酔学のさまざまな下位専門分野で経験を積み、さまざまな上級試験や技能審査を受ける。これらは、研修終了時に、その分野の専門家であることを示す専門医資格の授与につながり、国によっては独立して診療を行うための免許を取得することもできる。米国やオーストラリアなど、先進諸国では麻酔科専門医の認定は国家とも学会とも異なる認定機構による監督・審査に委ねられており、日本も日本専門医機構による専門医制度の整備が進められつつある。

### 日本

#### 初期研修
2004年度以前の研修医制度からローテーターと呼ばれる他科の研修医が麻酔科で研修を受ける機会があった。2004年度以降の厚生労働省の新しい医師臨床研修制度（通称スーパーローテート方式）では、2010年までは、麻酔科が全研修医の必修科に含まれていたが、2010年度の研修制度改訂により、絶対的必修は内科と救急のみとなり、麻酔科は外科、麻酔科、小児科、産婦人科、精神科からいずれか2科を選択する「選択必修」の中の1科となった。なお、臨床研修制度はおよそ5年おきに改訂が行われている。2020年改訂では、これらの選択必修科が再び必修に戻されたが、麻酔科は必修に戻されなかった。併せて12ヶ月必修の内科、外科、救急部門のうち、救急部門の1つとして麻酔科が含まれた。気管挿管を含む気道管理および呼吸管理、急性期の輸液・輸血療法、並びに血行動態管理法などを習得することが可能であるためとされる。この際、救急における麻酔科の研修は4週までとなった。

#### 専門研修
2024年現在、日本の麻酔科専門研修は、6年制の医学教育課程修了後、2年間のいわゆる初期研修を経て初めて開始できる。2017年度までは、厚生労働省による「麻酔科標榜資格審査」の合格と、日本麻酔科学会による認定医・専門医・指導医の認定から成り立っていた。特に麻酔科を標榜するには厚生労働省の資格審査を得なければならない点は、他科に対する麻酔科の特殊性を表している。医療法第70条2項、及び医療法施行規則第42条の4に基づく。2018年度からは他科と同様に、専門医の認定組織が日本専門医機構に移管した。こちらは通称機構専門医と呼ばれる。違いは下表の通りである。これに伴い、日本専門医機構認定の専門医資格取得には必ずしも麻酔科標榜資格合格は必須ではなくなった。一方、麻酔科標榜医資格の有無で、麻酔管理料など、診療報酬の差別化が保険診療上認められている。病院については、日本麻酔科学会が認定する「麻酔認定病院」制度がある。サブスペシャリティ資格として、日本麻酔科学会による認定医・専門医・指導医とは別に、日本心臓血管麻酔学会が「日本周術期経食道心エコー認定試験」（JB-POT）を実施している。他に、ペインクリニック専門医、心臓血管麻酔専門医などの、認定試験合格を必要とする資格がある。
|              | 認定に必要な経験年数・症例数 | 審査内容                            | 認定団体       | 診療報酬(病院)との関係         | 備考 |
| ------------ | --- | ----------------------------------- | -------------- | ------------------------------ | --- |
| 麻酔科標榜医 | 2年以上 | 書類審査のみ                        | 厚労省         | 麻酔管理料などにおける優遇あり | 麻酔科専門医の最低修了年限4年の半分で認定され、更新に必要な義務も無い。資格の質が担保されていないという理由などから、廃止すべきという議論が以前よりある。 |
| 機構専門医   | 2018年度以降に開始された麻酔科専門研修プログラム修了者 4年以上の麻酔科研修 小児、帝王切開、心臓血管外科、脳神経外科、開胸術の所定の症例数の経験 AHA-ACLS，またはAHA-PALSのプロバイダー資格 | 書類審査 筆記試験 口頭試問 実技試験 | 日本専門医機構 | なし                           | 5年毎に所定の審査による更新が必要。 |
| 麻酔科認定医 | 日本麻酔科学会に在籍し、麻酔科標榜医を取得していること | 書類審査のみ                        | 日本麻酔科学会 | なし                           | かつては、麻酔科専門医の取得の前段階として必要であったが、現在では機構専門医認定には不要となっている。                                                    |
| 麻酔科専門医 | 2017年度以前に開始された麻酔科専門研修プログラム修了者 機構専門医と同じ | 機構専門医と同じ                    | 日本麻酔科学会 | なし                           | 将来的に機構専門医に一本化される。2028年度に新規認定廃止予定。                                                                                            |
| 麻酔科指導医 | 学会専門医あるいは機構専門医を1回以上更新している 機構専門医の更新申請年度にあたる | 書類審査のみ                        | 日本麻酔科学会 | なし                           | 5年毎に所定の審査による更新が必要。 |

### アルゼンチン
アルゼンチンでは、研修プログラムは5年間である。

### オーストラリアとニュージーランド
オーストラリアとニュージーランドでは、麻酔科医はオーストラリア麻酔科学会（Australian Society of Anaesthetists）とニュージーランド麻酔科学会によって代表され、トレーニングはオーストラリア・ニュージーランド麻酔科協会（Australian and New Zealand College of Anaesthetists: ANZCA）によって監督されている。ANZCAが承認する研修課程は、最初の2年間の職業医学教育および研修と、承認された研修施設での5年間の監視下での臨床研修から構成されている。したがって、医学部を卒業した後の研修は合計で7年間となる。研修生は、一次試験と、筆記試験（多肢選択問題および短答記述問題）と口頭試験(筆記試験に合格できれば)から成る最終試験の両方に合格しなければならない。
最終筆記試験では、臨床場面（放射線検査、心電図、その他の特殊検査の解釈を含む）を想定した問題が多く出題される。また、複雑な病態を持つ実際の患者を2例取り上げ、臨床検査とそれに続くディスカッションを行う。試験コースは、産科麻酔、小児麻酔、心臓・胸部・血管麻酔、脳神経麻酔科学、疼痛管理など12のモジュールから構成されている。また、研修生は研究発表や論文執筆などの高度なプロジェクトを完成させねばならない。さらに、麻酔中の危機的事態に対処するためのシミュレーション講習または外傷二次救命処置コースも受講する。研修を修了すると、フェローシップの証書が授与され、FANZCA（オーストラリア・ニュージーランド麻酔科協会フェロー）という資格が与えられる。

### ブラジル
ブラジルでは、年間約650人の医師が3年間の専門医課程に入学している。研修プログラムは、大学病院内の研修センターで行われることがある。これらの研修センターは、ブラジル麻酔科学会（SBA）の認定を受けているか、または保健省が認証した他の二次施設である。研修医の多くは、ICU、疼痛管理、移植や小児科を含む麻酔科のサブスペシャリティなど、さまざまな分野の研修を受ける。ブラジルで麻酔科医として認定されるためには、研修医は研修プログラム期間中およびプログラム終了時に試験を受ける必要がある。これらの試験は、SBAが実施している。SBAが認定する研修プログラムの指導者になるには、麻酔科医が麻酔の専門医の資格を有している必要があり、専門医は、国家協会が指定する委員会が実施する多肢選択試験と口頭試験を受けなければならない。

### カナダ
カナダでは、カナダ内科外科王立協会が承認した17の大学が、研修を監督している。研修プログラム（通常5年間）を修了すると、筆記試験（1つは「多肢選択問題」、もう1つは「記述問題」による3時間の論文）と口頭試験（麻酔科の臨床面に関する2時間のセッション）から成る包括的な客観試験に合格することが求められる。試験で患者を診察する必要はない。研修を修了した麻酔科医は、「カナダ内科王立協会フェロー」となり、「FRCPC」の称号を使用することができる。

### ドイツ
ドイツでは、麻酔科医を目指す医師は医師免許（ドイツ語：Approbation）を取得した後、麻酔科学、心電図や肺機能検査、集中治療やペインクリニック、さらに緩和ケア医学からなる5年間の研修を受けなければならない。研修には、一般外科、脳神経外科、侵襲的泌尿器科および婦人科手術など、さまざまな外科専門医の治療を受ける患者の麻酔を担当する手術室でのローテーションと、さまざまな集中治療室でのローテーションが含まれる。ドイツの麻酔科医の多くは、救急医学のカリキュラムを修了し、修了後はNotarztと呼ばれる、救急隊で病院前救護で救急医と働くことを選択する。病院前救護では、救急医はパラメディックの助けを借りている。

### オランダ
オランダでは、麻酔科医は6年間の医学部教育を受けなければならない。医学部を無事卒業すると、麻酔科で5年間の研修が始まる。5年目には、1年間を研究に費やすか、一般麻酔科学、集中治療、ペインクリニック、小児麻酔、心臓胸部外科麻酔、脳神経麻酔科学、産科麻酔などの特定の分野に特化するかを選択することができる。

### グアテマラ
グアテマラでは、医学部を卒業した学生（法律で外科と総合診療のスキルが必要）は、6年間の研修（研修医として5年、専門の麻酔科医と1年間の実習）を終えなければならない。
研修医終了後、グアテマラ医学部試験委員会とグアテマラ政府の保健医療省を代表する主任医師が行う試験を受験する。試験内容は、筆記試験、口述試験、麻酔器、救急処置、術前処置、術後処置、集中治療室、ペインクリニックに関する技術・知識の特別試験である。試験に合格すると、グアテマラ医学大学、グアテマラ・サン・カルロス大学、グアテマラ政府保健省から、麻酔科医としての特別免許と、グアテマラ・サン・カルロス大学発行の麻酔科専門医の学位証書が授与される。グアテマラの麻酔科医は、毎年試験を受け、麻酔診療の最新動向に関するセミナーに毎年参加することが義務付けられている。

### 香港
香港で麻酔科医の資格を得るには、最低6年間の大学院での訓練を受け、3つの専門試験に合格する必要がある。トレーニング終了後は、香港麻酔科医協会フェロー、さらに香港医学アカデミーフェローの認定が授与される。麻酔科医は香港医学審議会の専門医登録に登録する必要があり、医学審議会の規制下にある。

### イタリア
イタリアでは、医学部を卒業後、麻酔科の認証された5年間の研修を修了しなければならない。麻酔研修は、イタリア麻酔・鎮痛・蘇生・集中治療学会（Italian Society of Anaesthesia, Analgesia, Resuscitation, and Intensive Care: SIAARTI）によって監督されている。

### 北欧諸国
デンマーク、フィンランド、アイスランド、ノルウェー、スウェーデンでは、麻酔科医の研修は、それぞれの国の麻酔科学会とスカンジナビア麻酔・集中治療医学会(SSAI)によって監督されている。北欧諸国では、麻酔学は、麻酔、集中治療医学、疼痛管理医学、病院前救護および院内救急医療の分野に従事する医療専門分野である。医学部の卒業生は、12か月のインターンシップを完了し、その後5年間の研修プログラムを修了する必要がある。SSAIは現在、北欧の麻酔科医向けに6つの研修プログラムを主催している。これらは、集中治療、小児麻酔・小児集中治療、高度な疼痛医学、集中治療医学、救命救急医学、および高度な産科麻酔学から成る。

### イギリス
英国では、王立麻酔科学会（Royal College of Anaesthetists: RCA）が研修を監修している。医学部での研修終了後、医師は2年間の基礎課程に入り、さまざまな医療専門分野で少なくとも6回、4ヶ月間のローテーション研修を行う。この間、すべての医師は最低3カ月間の一般内科と一般外科の研修を受けることが義務づけられている。その後、専門医を目指す。
現在、英国での麻酔研修プログラムは、3年間のコアトレーニングと4年間の高等トレーニングで構成されている。コアトレーニング終了までに、すべての研修生は王立麻酔科学会のフェローシップ（FRCA）の免状取得のための一次試験に合格している必要がある。麻酔科と集中治療科の二重認定を希望する研修生は、麻酔科、救急医療、急性期医療、集中治療を経験する4年間のAcute Care Common Stem (ACCS)プログラムで麻酔科研修に参加することができる。麻酔科の研修生は、専門研修医（StRまたはSpR）と呼ばれる。
麻酔科の研修修了認証（CCT）は、3つのレベルに分かれている。基礎、中級、上級の3段階である。この間、医師はすべての外科スペシャリティに適用される麻酔を学ぶ。カリキュラムはモジュール形式に重点を置いており、研修生は1つのモジュール中に、例えば心臓麻酔、脳神経麻酔科学、耳鼻咽喉科、顎顔面外科、ペインクリニック、集中治療、外傷など、主に1つの専門分野を担当することになる。伝統的に（基礎プログラムが登場する以前は）、研修生は内科や外傷・救急など、他の専門分野から麻酔科に転科していた。専門医の養成には、少なくとも7年間を要する。専門医研修を修了すると、CCTが授与され、一般医療評議会専門医名簿に登録され、コンサルタント麻酔科医として働くことも可能になる。麻酔科の新人コンサルタントは、最低14年の研修（5～6年の医学部研修、2年の基礎研修、7年の麻酔科研修を含む）を修了している必要がある。
集中治療と麻酔の二重認定を希望する場合は、約1年間の追加研修と王立集中治療医学協会のフェローシップ（FFICM）の取得が必要である。ペインクリニック専門医は、王立麻酔科疼痛医学協会フェローシップ（FFPMRCA）の試験を受ける。

### アメリカ

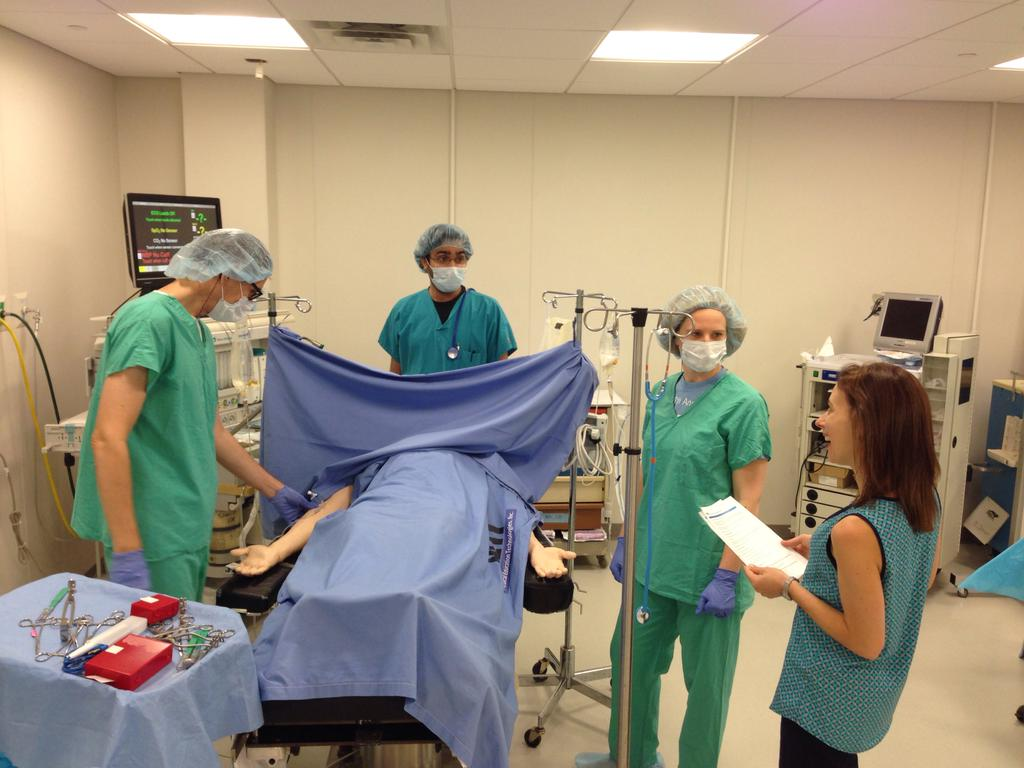
麻酔レジデントのトレーニングに使用されている混合モダリティシミュレーションのプレブリーフィングの写真

米国では、医学部での研修後、麻酔科専門医の資格を得るために、米国卒後医学教育認定評議会ACGMEが承認したプログラムで4年間の研修医課程を修了することが義務付けられている。麻酔科研修医は、研修期間中、生理学、病態生理学、薬理学、および医学部で学んだその他の医科学を含む試験と、研修期間中の進捗を評価する複数の麻酔知識試験など、複数の試験を受ける。研修終了後、筆記試験と口頭試問の両方に合格することが、認定医になるための条件である。
米国での研修は、術前の医学的評価、手術患者の既往症の管理、術中生命維持、術中疼痛管理、術中換気、術後回復、集中治療、慢性期および急性期疼痛管理など、周術期医学の全範囲に及んでいる。研修終了後、多くの麻酔科医は上級のフェローシップで疼痛管理、睡眠医学、心臓胸部外科麻酔、小児麻酔、脳神経外科麻酔、区域麻酔/日帰り麻酔、産科麻酔科学、または集中治療医学などのサブスペシャルティ研修を修了している。
Medscapeによると、2021年のフルタイム勤務の麻酔科医の平均給与は約378,000ドルとされる。
米国の麻酔科医の大半は、米国麻酔局(ABA)または米国麻酔オステオパシー医学局(AOBA)の認定を受けている。麻酔科オステオパシー医は、ABAの認定を受けることもできる。ABAは米国医師専門局メンバーであり、AOBAは米国オステオパシー医協会に属する。ABAもAOBAも、米国の主要な保険引受会社、およびアメリカ合衆国武官組織の全支部で認められている。ABAによる認定には、筆記試験と口頭試験の両方が含まれる。AOBAの認定には、同様の試験に加え、申請者が手術室で実際に麻酔薬を投与しているところを試験医が観察する実技試験を必要とする。
米国では、医師以外の麻酔を行う医療職が何種かある。その中には、麻酔看護師（CRNA）、麻酔助手（AA）、歯科麻酔科医が含まれる。CRNAは、医師以外の医療職で、あらゆる手術や処置のためのあらゆる種類の麻酔を単独で提供できるよう、ロビー活動に成功した唯一のタイプである。AAは医師である麻酔科医の監督下で働かなければならず、歯科麻酔科医は歯科の症例に限定される。

## 政府統計
平成20年の医療施設に従事する医師の政府統計によると、麻酔科医の人口は7,067人で医師全体の2.6%を占め（表4）、男性およそ4,700人、女性およそ2,300人（表3、表4）から求まる女性の割合はおよそ33%であった。医師全体の女性の割合である18%よりも高い。平均年齢41.9歳は、医師全体の平均年齢48.3歳よりも6.4歳若く、臨床研修医以外で最も若い救急科の39.7歳に近い。

## 患者との信頼関係と麻酔説明
麻酔科医からの術前説明（麻酔説明）が多くの患者にとって麻酔科医と接する最初の機会で、患者の麻酔科医に対する第一印象を決めることになるが、麻酔説明のパンフレットに日本で統一された形式は存在せず、病院によっておよそ20頁の文章のものから、ほぼ同じ頁数で写真イラスト入り部分的にフリガナ付きのもの、それらの4分の1程度の頁数のものと、多岐にわたる。ある麻酔説明パンフレットに対して、22%の患者が「一部わからなかった」と回答し、別の22%の患者が「配布されなかった」と回答した。対応のばらつきが麻酔科医への印象に影響を与えている可能性があり、また同文献にあるように麻酔科医か研修医かによっても患者の回答に差が出ている。パンフレットと診察に加えて、ビデオを導入している場合も増えており、一部ビデオが公開されているものもある。患者が麻酔科医の術前診察で、麻酔の併発症による死亡率を伝えられるかどうかについても、ドイツでは数値として挙げていないとする文献があるが、日本の麻酔説明パンフレットの間でも、患者が記憶しやすい1桁の数値を表として自然に注意がいくように書いてあるものは少ない。なお、小児麻酔の場合には、必要に応じて学会のホームページの麻酔説明を参照するように促しているものがあった。日本麻酔科学会は「麻酔のしおり」という小冊子を2008年くらいから年間50,000部程度発行しており、同学会の事務局から購入できる。内容はインターネットで閲覧することはできないものの、報告から表紙などを窺うことができる。
日本臨床麻酔学会は、日本語で書かれた学会誌のバックナンバーをインターネットを通じてPDF形式で公開しており、患者や家族が麻酔について分からないことがあれば検索・参照・印刷することができる。同様に、世界的によく知られた英文の論文雑誌であるAnesthesiologyについても、多くの記事が無料で閲覧できる。併存疾患のある患者は自分で調べて、術前診察時に麻酔科医に全身麻酔手術時の危険性やアレルギーなど不安な点を相談しておくことが可能である。
麻酔科医は、手術室で重要な役割を果たすが、手術室の外での業務が目立ちにくいため、患者や家族に評価・感謝されにくいことが挙げられ、その問題を重視しようという意見もあった。

### 訴訟の可能性について
生命維持と言う点から訴訟になる率が高いという通説があるが、実際には全診療科を併せた件数の1.1% (2021年)と低い。政府統計によると、麻酔科医は医師全体の2.6%を占めるので、麻酔科医1人当たりの訴訟数は、医師平均のおよそ1/3である。麻酔科の訴訟が多いとする誤解の理由として、周術期の全身管理という麻酔科医の仕事が、他科の医師の活動よりも患者の目に留まりにくく、手術室の実情をテレビドラマ以上にイメージすることも困難であるため、「麻酔事故」というキーワードの方が麻酔 (小説)や報道によって浸透してしまったことが挙げられる。
麻酔事故の特殊性について述べた文献
では、次の4点に簡潔にまとめられている。
1. 第1に麻酔科医と患者の人間関係・信頼関係が形成されずに麻酔実施。
2. 第2に患者の麻酔の危険性についての認識の甘さ。
3. 第3に患者が認識できない状態で全身麻酔が行われ過程が分からない。
4. 第4に局所麻酔は簡易に思われている割に重大な結果をもたらす。

日本麻酔科学会は、麻酔関連偶発症例調査を実施しており、その詳細の一部が、日本麻酔科学会のサイトからPDF形式で閲覧できる。
麻酔科医に伝わる格言として、手術には小手術、大手術があるが、麻酔には小麻酔、大麻酔はない、つまり小さい手術だからといって麻酔の手順に手を抜いてはいけないと言われている。麻酔いろは歌というものもあり、「く：首よりも 上での手術 事故多し」などと詠まれている。

## 麻酔科医不足と負荷調整

### 麻酔科医不足の社会問題化
麻酔科は医師不足が深刻な診療科であり、最も不足した時期には、麻酔科医4人が一斉退職したある市立病院で、麻酔科医の求人に年収3500万円と記載されたことが話題となった。医療崩壊が叫ばれた時期には内科と並んで集団退職が目立つ診療科として取り上げられた。これを踏まえて日本麻酔科学会から行政へ繰り返し提言が行われた。その内容は各国との比較、女性医師の復帰支援、看護麻酔師制度の問題点など多岐にわたっている。時には手術室を掛け持ちする麻酔科医の日常を、脚色を加えて描いた漫画作品として麻酔科医ハナがある。人口当たりで最も不足しているのは、三重県、新潟県、茨城県、埼玉県であるとする統計がある。全身麻酔件数当たりで最も不足しているのは福島県と岩手県であるとする概算がある。麻酔科医が健康に働ける全身麻酔症例数としては年間300-400例程度がひとつの目安とされる。全身麻酔件数は複数の麻酔科医で担当した場合も含んで平均29.4例/月で、手術室の責任者として関与した全身麻酔件数の合計は平均37.7例/月であったとする集計がある。しかし前者はヒストグラム上で30～40件に最大値を持つ。麻酔科医不足の報道記事は、2008年を最大として、2010年2月には、新たな記事としては、ほとんど掲載されなくなった。

### 女性麻酔科医の復帰支援
「女性医師麻酔科復帰支援プロジェクト」は、長崎大学病院麻酔科が中心になって推進していた。出産・育児などで職場を離れた女性麻酔科医や、他科から麻酔科へ転科希望の女性医師を、非常勤の復帰支援機構専修医という扱いでオンザジョブトレーニングを施し、麻酔科の現場に適応させようとするプロジェクトであった。募集人員は2010年2月現時点で2名ながら、機構協力病院は70施設に上った。文部科学省医療人GPとして採択されたプロジェクトである。この他、日本麻酔科学会サイト上でも多くの病院で女性医師復帰を募っていた。同ウェブページには、女性だけでなく男性医師でも構わない、また、若手の約4割が女性との記載があった。こうした病院の中で、「ママ麻酔科医制度」として大阪大学、山口大学、奈良県立医科大学が女性医師募集を行っていた。大阪大学の関連病院が最も多く2010年2月で23施設に上ったが、2016年に13施設となっており、2022年、これらの施設で明示的に募集しているのは奈良県立医科大学のみとなった。公的支援制度としては、明確に先細りの状況となっているが、この間、民間の医師転職斡旋サイトの興隆があり、これらが診療科や性別、離職理由・期間を問わず入職希望者と病院とのマッチングを行っている。

### ワークシェア、タスクシフト
他国で麻酔看護師を制度化している例があるが、日本では看護師などコメディカルの周術期業務を整理・統合し、患者の入院から手術を経て退院までの業務の流れを効率化するのと合わせて、麻酔科医をリーダーとして周術期のチーム医療を実現するという「周術期管理チーム」認定制度が日本麻酔科学会主導で運営されている。他に気管挿管や動脈ラインなど、麻酔科医の一部の手技を所定の研修を受け、医師の包括的指示下で行うことができる、看護師特定行為研修制度が、2015年より厚生労働省認定制度として運営されている。

## 麻酔科医が登場する作品

### 小説
1992年　渡辺淳一が朝日新聞に小説「麻酔」を連載。
2004年　破裂 主人公は麻酔薬依存の麻酔科医。
2006年　チーム・バチスタの栄光 登場人物の麻酔科医が物語上、重大な役割を持つ。
2008年　「麻酔科医」。元看護師の作家、江川晴による。 

### 漫画
2000-2011年　ゴッドハンド輝　登場する麻酔科医のモデルは実在の麻酔科指導医である。麻酔科医が登場する作品が考察を含めて学会誌で紹介されたことがある。
2002-2011年　医龍 腕はいいが守銭奴の麻酔科医、荒瀬が手術チームのメンバーとして
2008-2017年　麻酔科医ハナ。麻酔科医が主人公。麻酔科医ハナの主人公である華岡ハナコの姓は、世界で最初に全身麻酔を行った華岡青洲に由来し、同作品の監修者松本克平 (医師)は麻酔科医である。研修医に麻酔科の任務の重要性をイメージさせるために、同作品を紹介した例がある。
2008-2014年　最上の命医
2004-2023年現在連載中　K2

### テレビドラマ
1990年・1992年　外科医有森冴子　羽賀研二が麻酔科医を演じた。
1994年　上記小説「麻酔」のテレビドラマ化
1993年　振り返れば奴がいる　麻酔科医が主人公の元彼女。設定年齢26歳。
2006年　医龍 腕はいいが守銭奴の麻酔科医、荒瀬が主人公の手術チームの一員。
2008年　風のガーデン　麻酔科医が主人公。医療監修には旭川医大と日本医大が協力し、医療シーンは再現性が高い。
2008年　チーム・バチスタの栄光　同名小説のテレビドラマ化
2009年　ゴッドハンド輝　同名漫画のテレビドラマ化
2011年　最上の命医　同名漫画のテレビドラマ化
2015年　破裂　同名小説のテレビドラマ化
2016, 2017, 2019年　最上の命医　同名漫画のテレビドラマ化

### 映画
2008年　チーム・バチスタの栄光　同名小説の映画化
2014年 「救いたい」実在の麻酔科医がモデル、主人公。

## 著名人物

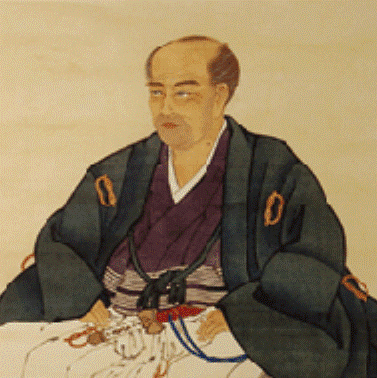
華岡青洲

- 華佗 - 中国の後漢末期の薬学・鍼灸に非凡な才能を持つ伝説的な名医。
- 高嶺徳明 - 琉球国にて王世孫尚益（後の尚益王）の欠唇手術を華岡青洲より先に全身麻酔で行ったとの言い伝えがある。
- 華岡青洲 - 世界で最初に全身麻酔を行った日本人。
- 本間玄調 - 華岡青洲の弟子だが、麻酔法を漏らしたかどで破門された。
- エルヴィン・フォン・ベルツ - 日本に産科麻酔を紹介。
- Junker von Langegg - 日本に来た雇われ外国人医師。ユンカーの麻酔器を発明。
- 永江大助 - 軍医。メイヨークリニックの気管挿管等の手技を報告[122]。
- 田中憲二 - 永江と同様に米国の麻酔科学を日本に紹介。
- ヴァージニア・アプガー - 小児科学および麻酔専攻の女性医師。コロンビア大学初の女性正教授。
- 緒方博丸 - 獨協医科大学名誉教授。麻酔科学の著書多数。
- 諏訪邦夫 - 帝京大学元教授。昭和天皇に硬膜外麻酔を行った。麻酔科学のみならずコンピュータ関連などの著書多数。
- 宮崎東洋 - 順天堂大学名誉教授。テレビ出演、麻酔科学の著書多数。
- 土肥修司 - 岐阜大学元教授。麻酔科学の著書多数。
- スチュワート・ハメロフ - 米国の麻酔科医。ロジャー・ペンローズとの意識に関する共同研究。
- 弓削孟文 - 広島大学麻酔蘇生学元教授。一般向けのものを含めて著書多数。
- 菊地博達 - 麻酔科医。悪性高熱症研究の第一人者。埼玉医科大学元教授。
- 松本克平 (医師) - 麻酔科医、作家。麻酔科医ハナの監修。

## その他

### 歯科医との関係
歯科医師の麻酔技能を医科麻酔科で研修を受けることで向上させる「歯科医師の医科麻酔科研修」が実施されている。これら歯科麻酔科医は、全身管理を含む歯科治療（インプラントなど）、全身麻酔による歯科治療（障害者など）のための麻酔を行うが、医科の麻酔科医として働くことは法で禁止されている。この他歯科との関係としては歯科医師過剰問題にまつわり、歯科医師によって麻酔科医の不足を補おうと真剣に議論された時期があった。歴史的にも歯科手術の際の麻酔は、麻酔科学の成立に大きな影響を与えた。

### 関連団体
日本の麻酔関連の学会として、日本麻酔科学会、日本臨床麻酔学会、日本小児麻酔学会、日本心臓血管麻酔学会などがある。また、国際的な学会としてIARSとそれが主催する麻酔科医教育に特化したサイトOpenAnesthesia.orgがある。米国の学会としてASAがある。